# Hussein Al-Sadiq
Hussein Al-Sadiq (in arabo حسين الصادق‎?; 15 ottobre 1973) è un ex calciatore saudita, di ruolo portiere.

## Carriera

### Club
Giocò per la parte iniziale della sua carriera nell'Al-Qadisiya Club di Al-Khubar, prendendo parte a quello che fu il periodo migliore della società saudita, durante il quale vinse i suoi unici trofei. Nel 1998 si è trasferito all'Al-Ittihad, compagine di Gedda, con la quale vinse numerosi titoli sia nazionali che internazionali.

### Nazionale
Ha partecipato al campionato del mondo Under-20 1993 da titolare, venendo convocato da Cabralzinho. Successivamente è diventato una presenza fissa nella panchina dell'Arabia Saudita, facendo da riserva durante varie competizioni, prevalentemente a Mohammed Al-Deayea. Ha inoltre giocato da titolare il torneo Olimpico di Atlanta 1996.

## Palmarès

### Club

#### Competizioni nazionali
- Coppa della Corona del Principe saudita: 4

Al-Qadisiya: 1991-1992, 2000-2001, 2003-2004
- Coppa Principe Faisal Bin Fahad: 1

Al-Qadisiya: 1993-1994
- Campionato saudita: 4

Al-Ittihad: 1998-1999, 1999-2000, 2000-2001, 2002-2003
- Coppa di Lega saudita: 1

Al-Ittihad: 1998-1999

#### Competizioni internazionali
- Coppa delle Coppe dell'AFC: 1

Al-Qadisiya: 1994
- Coppa dei Campioni del Golfo: 1

Al-Ittihad: 1999
- Supercoppa saudita-egiziana: 2

Al-Ittihad: 2001, 2003
- AFC Champions League: 2

Al-Ittihad: 2004, 2005
- Champions League araba: 1

Al-Ittihad: 2005

### Nazionale
- Coppa d'Asia: 1

1996